# قائمة مواقع التراث العالمي في آسيا
هذه القائمة الخاصة بقارة آسيا وأستراليا والتي أقرتها منظمة الأمم المتحدة للتربية والعلوم والثقافة (يونسكو)، وتم إدراجها في قائمة التراث الثقافي العالمي.

## أفغانستان
- 2002 مئذنة جام وبقاياها الأثرية
- 2003 تماثيل بوذا والمناطق الأثرية في باميان

## أرمينيا
- 1996، 2000 أديرة هاغبات وساناهين

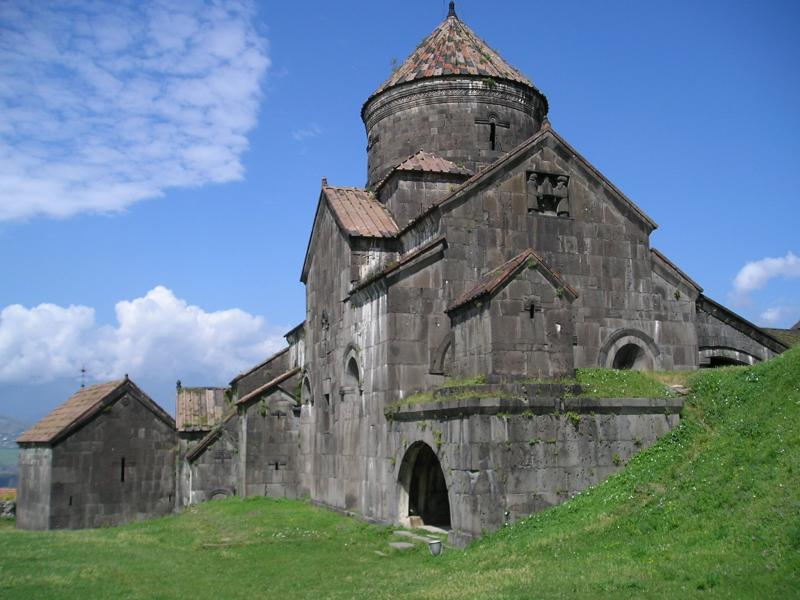
دير هاغبات.

- 2000 الكتدرائية والكنائس في إتشميادزينه والمنطقة الأثرية في زفارنوتز
- 2000 دير غيرارت والواد الأعلى في أزات

## أستراليا
- 1981 حاجز الشعب المرجانية الكبير
- 1981 حضيرة كاكادو الوطنية
- 1981 منطقة بحيرات ويلاندرا

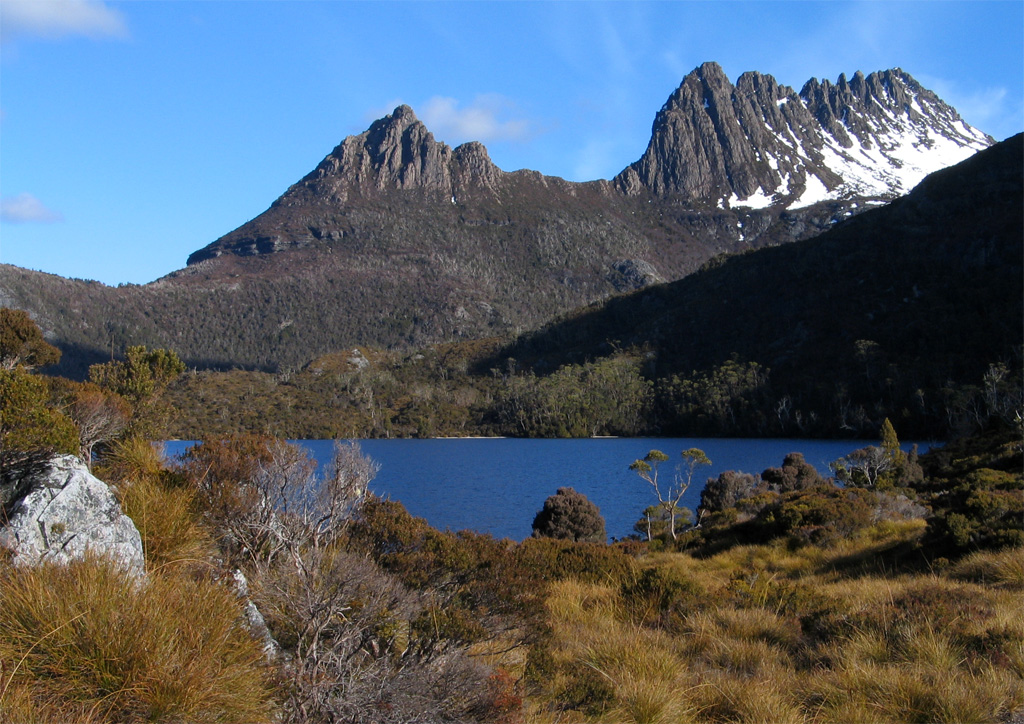
المنطقة الطبيعية العذراء في تاسمانيا.

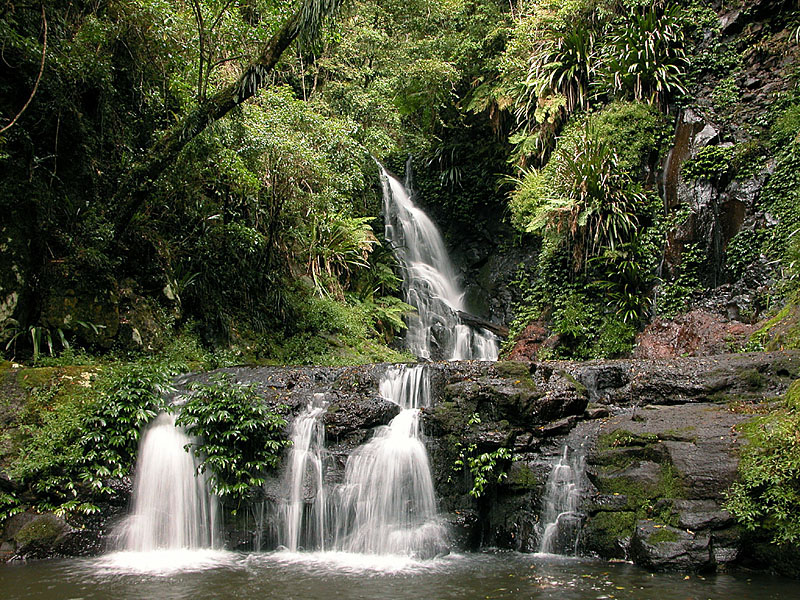
محمية الغابات الدهماء (شديدة الخضرة) في شمالي وسط أستراليا

- 1982 المنطقة الطبيعية العذراء في تاسمانيا
- 1982 جزيرة لورد هاو
- 1987 أولورو
- 1987 محمية الغابات الدهماء في شمالي وسط أستراليا
- 1988 المناطق الإستوائية الرطبة في كوينسلاند
- 1991 بيي شارك، أستراليا الغربية
- 1992 جزيرة فريزر
- 1994 المناطق الأحفورية لثديات أستراليا (Riversleigh/Naracoorte)
- 1997 جزيرة هيرد وجزر ماكدونالد
- 1997 جزيرو ماككاري
- 2000 منطقة الجبال الزرقاء
- 2003 منتزه بورنولولو الوطني
- 2004 مبنى المعرض الملكي وحدائق كارلتون
- 2007 دار اوبرا سيدني، أستراليا.

## أذربيجان

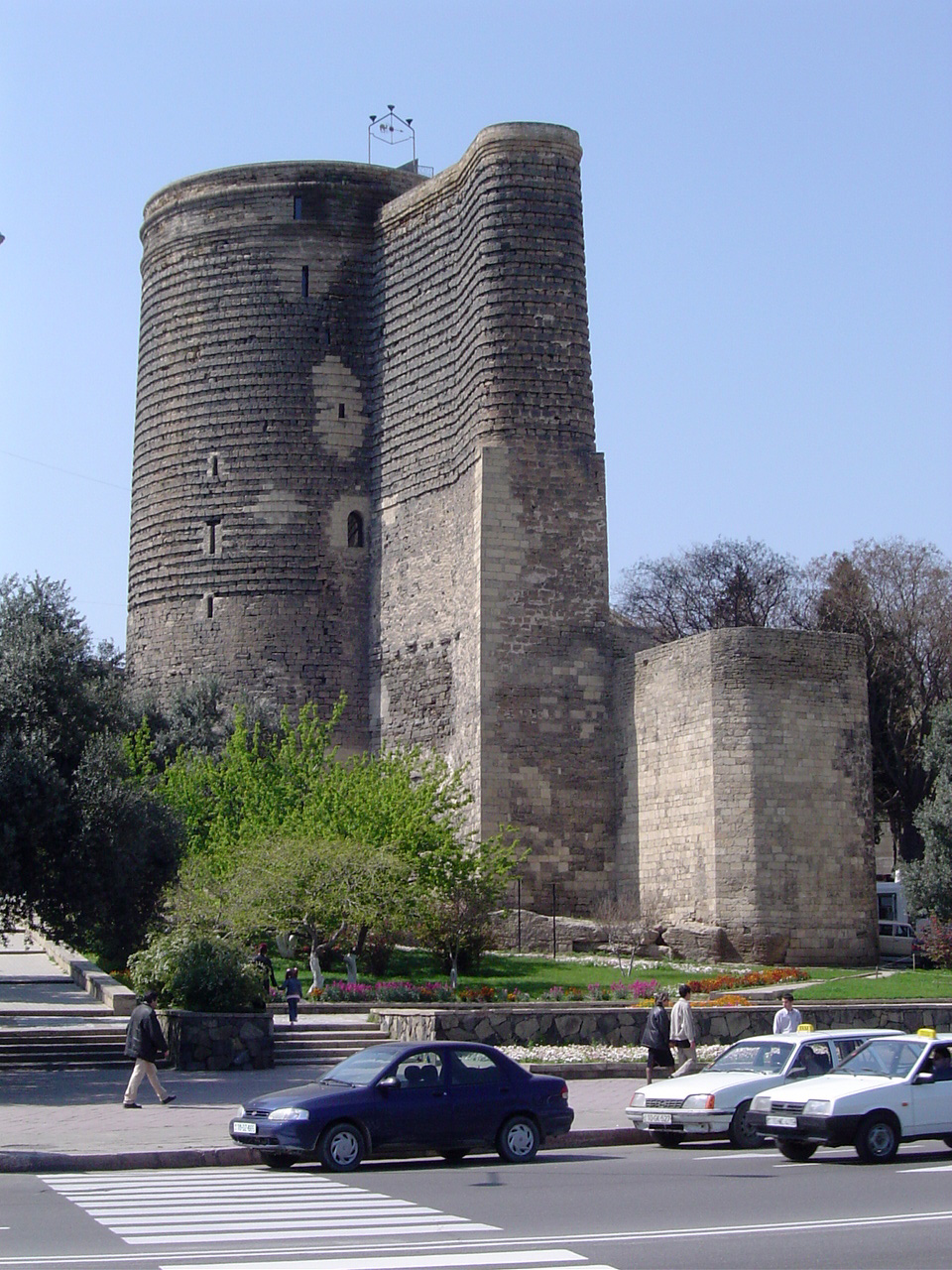
باكو، برج العذراء.

- 2000 المدينة المحصنة في باكو، قصر الشروانشاهات وقلعة العذراء

## إيران
- 1979 تخت جمشيد (بيرسبوليس)
- 1979 جغا زنبيل

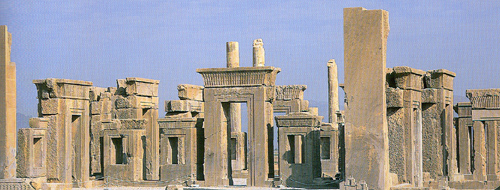
برسبوليس

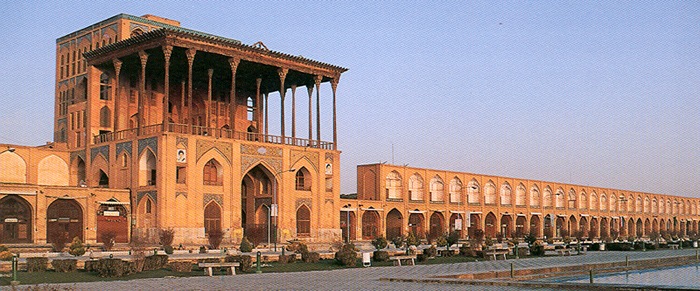
ساحة نقش جهان، أصفهان

- 1979 ساحة نقش جهان (ميدان نقش جهان)
- 2003 تخت سليمان
- 2004 باسارغاد (پاسارگاد)
- 2004 بم ومشهدها الثقافي (شهر تاريخي بم)
- 2005 السلطانية (گنبد سلطانيه)
- 2006 بيستون
- 2008 مجموعة الأديرة الرهبانية الأرمنية في منطقة أذربيجان الإيرانية: دير القديس تداوس، دير القديس إستبانوس، كنيسة زور زور، كنيسة أم الرب المقدسة
- 2009 نظام شوشتر الهيدروليكي التأريخي
- 2010 بازار تبريز
- 2010 مجمع ضريح وتكية الشيخ صفي الدين
- 2011 حدائق فارسية (باغ هاي إيراني)
- 2013 قصر غلستان
- 2012 مسجد جامع أصفهان
- 2014 شهر سوخته
- 2012 برج قنبد قابوس
- 2015 ميمند
- 2015 شوشان

## 

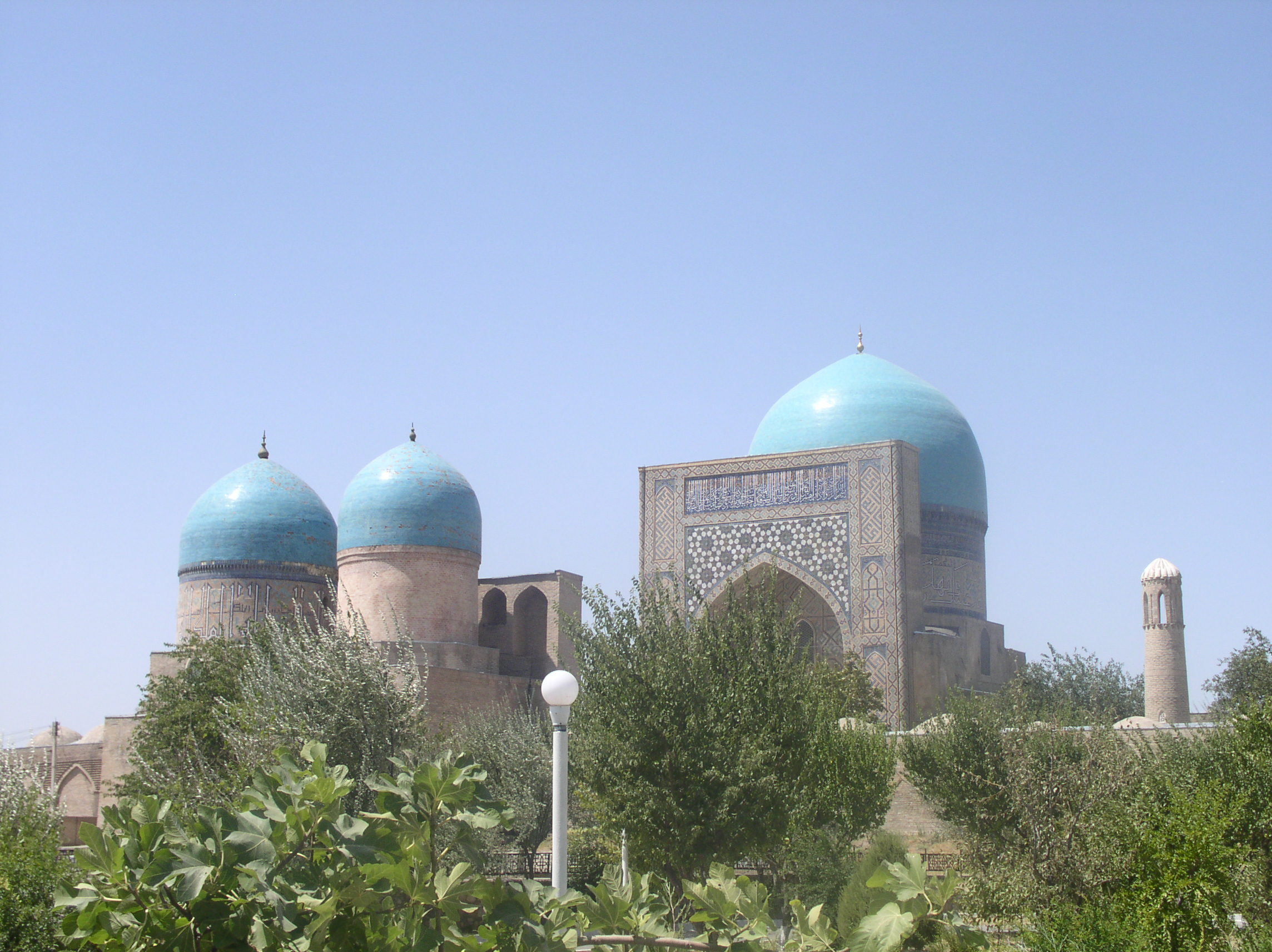
مسجد كوك قمباز في مدينة شهرسبز.

## أوزبكستان
- 1993 بخارى
- 2000 شهرسبز
- 1990 قلعة إيجان
- 2001 سمرقند

## الأردن
- 1985 البتراء
- 1985 قصر عمرة
- 2004 أم الرصاص
- 2011 محمية وادي رم

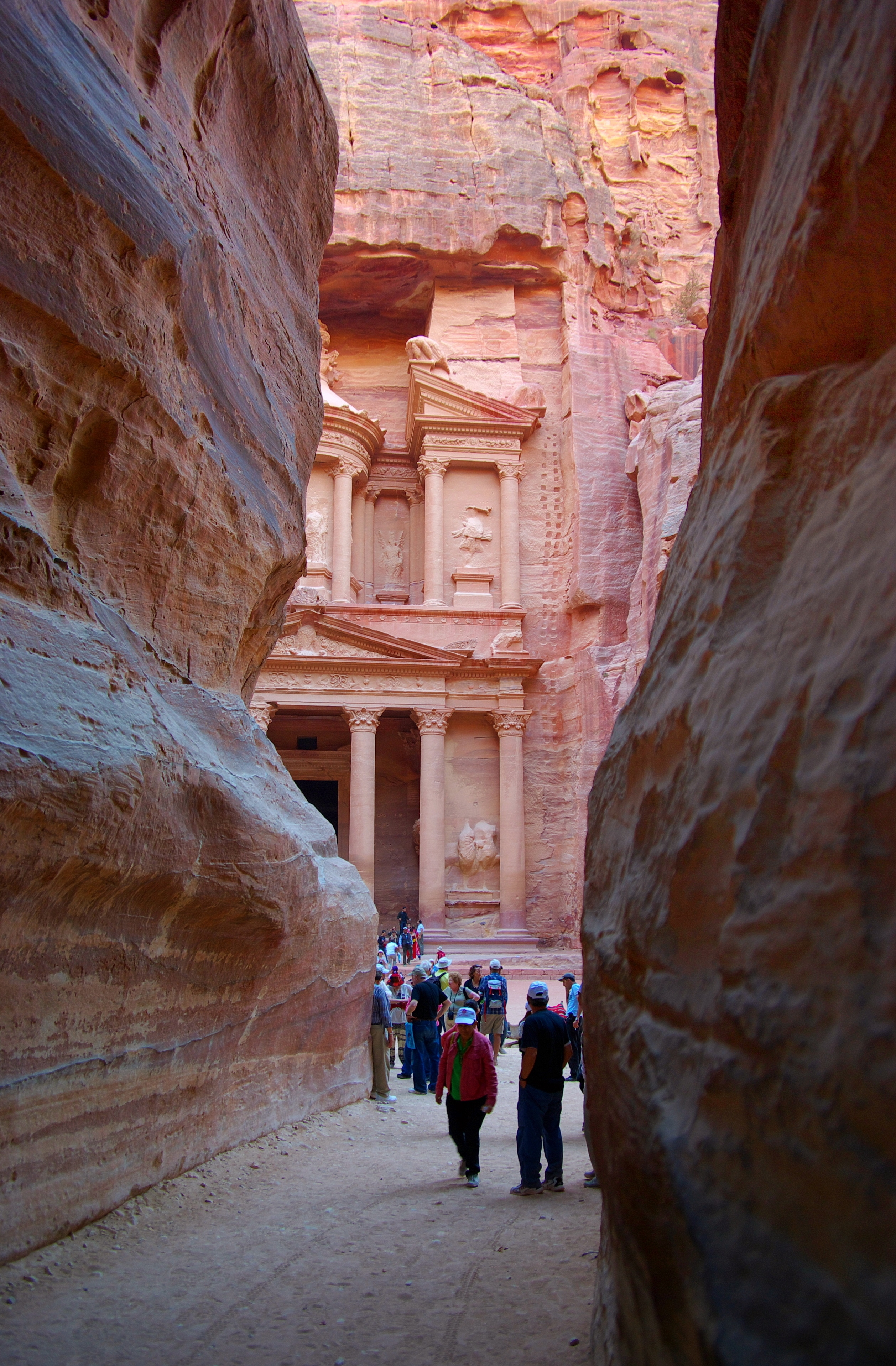
البتراء

- 2015 موقع المعمودية «بيت عنيا عبر الأردن» (المغطس)
- 2021 مدينة السلط

## الإمارات

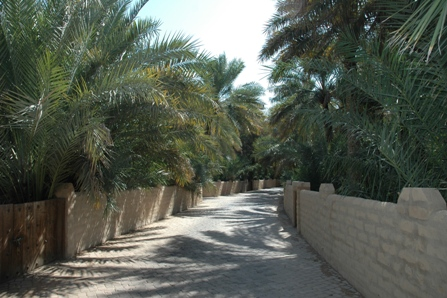
زقاق في واحة العين

- 2011 مواقع العين الثقافية: حفيت، هيلي، بدع بنت سعود ومناطق الواحات

## بنغلاديش
- 1985 المدينة-المسجد التاريخيين في باغرهات
- 1985 آثار فيهارا البوذي في باهاربور
- 1997 سونداربانس

## تركيا

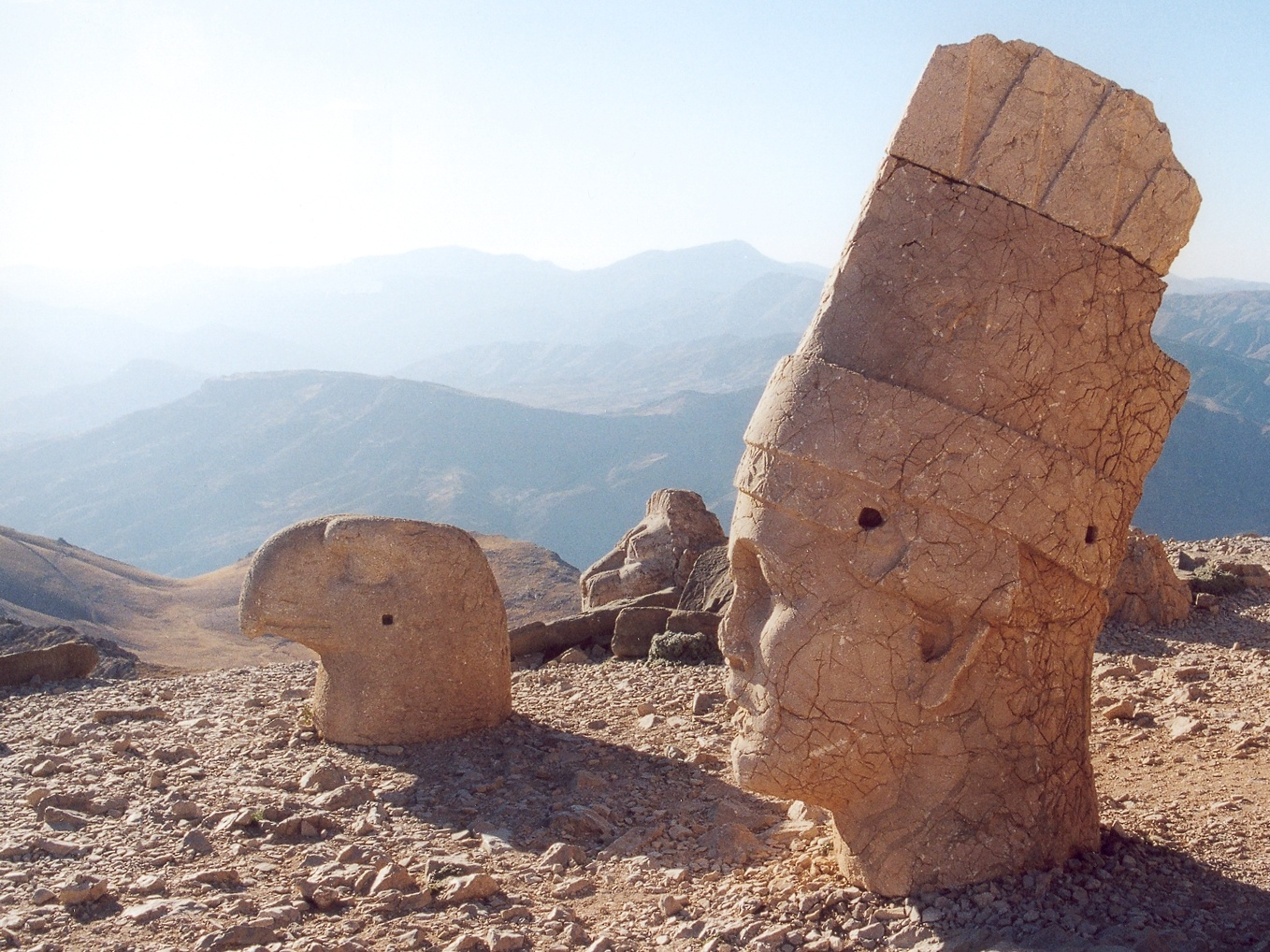
جبل نمرود

- 1985 المناطق التاريخية في إسطنبول
- 1985 غوريم
- 1985 المسجد الكبير ومشفى ديوريجي
- 1986 حتوساس
- 1987 جبل نمرود
- 1988 Xanthos-Letoon
- 1988 Hierapolis-Pamukkale
- 1994 زعفرانبول
- 1994 بيرغي
- 1998 طروادة
- 2011 جامع السليمية
- 2015 ديار بكر
- 2015 أفسس

## روسيا

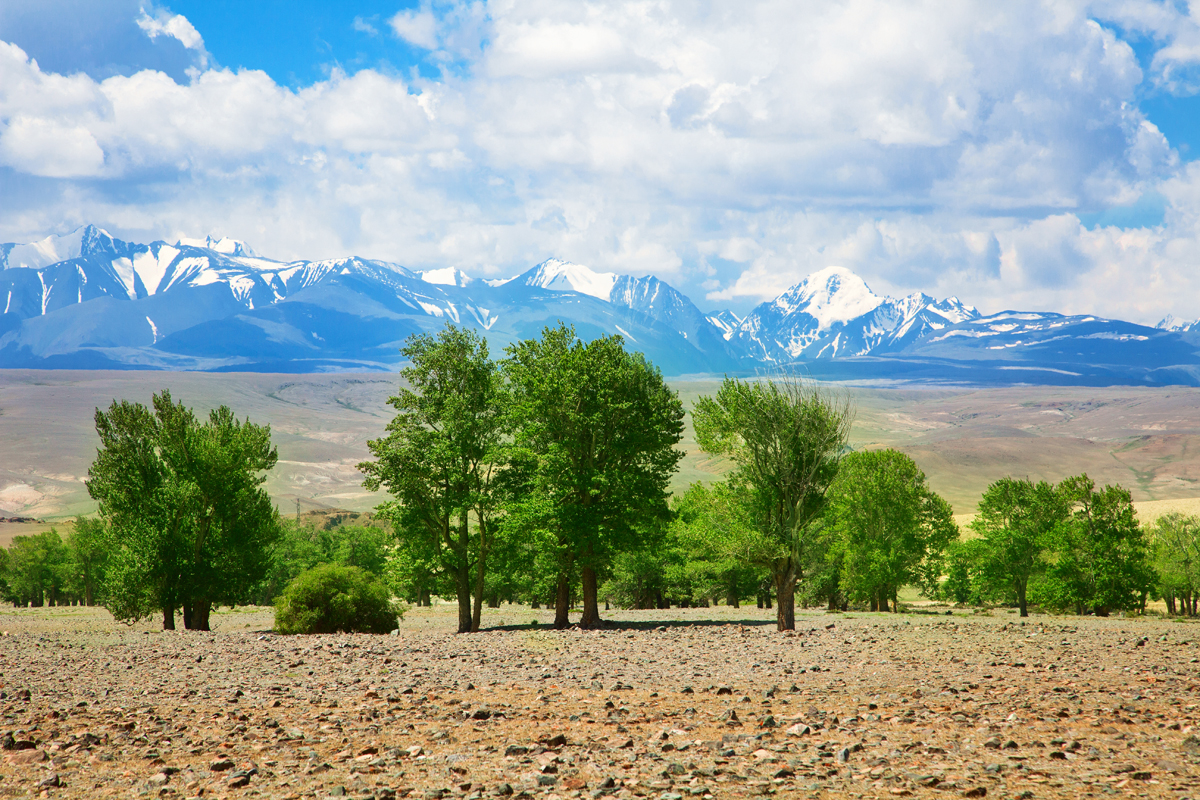
جبال الطاي الذهبية

- - 2003 دربند: قلعة مدينة دربند القديمة التي يعود تاريخ بنائها إلى 5000 سنة في جمهورية داغستان
  - 2003 غور أبسونور
  - 1998 جبال الطاي الذهبية
  - 2012 أعمدة لينا (منتزه طبيعي)
  - 1996 بحيرة بايكال
  - 2001 سيخوت ألين
  - 2004 جزيرة رانجل
  - 1996 براكين كامتشاتكا
  - 2008 سارياركا
  - 2010 هضبة بوتورانا

## السعودية
- - 2008 مدائن صالح
  - 2010 حي الطريف في الدرعية
  - 2014 جدة التاريخية

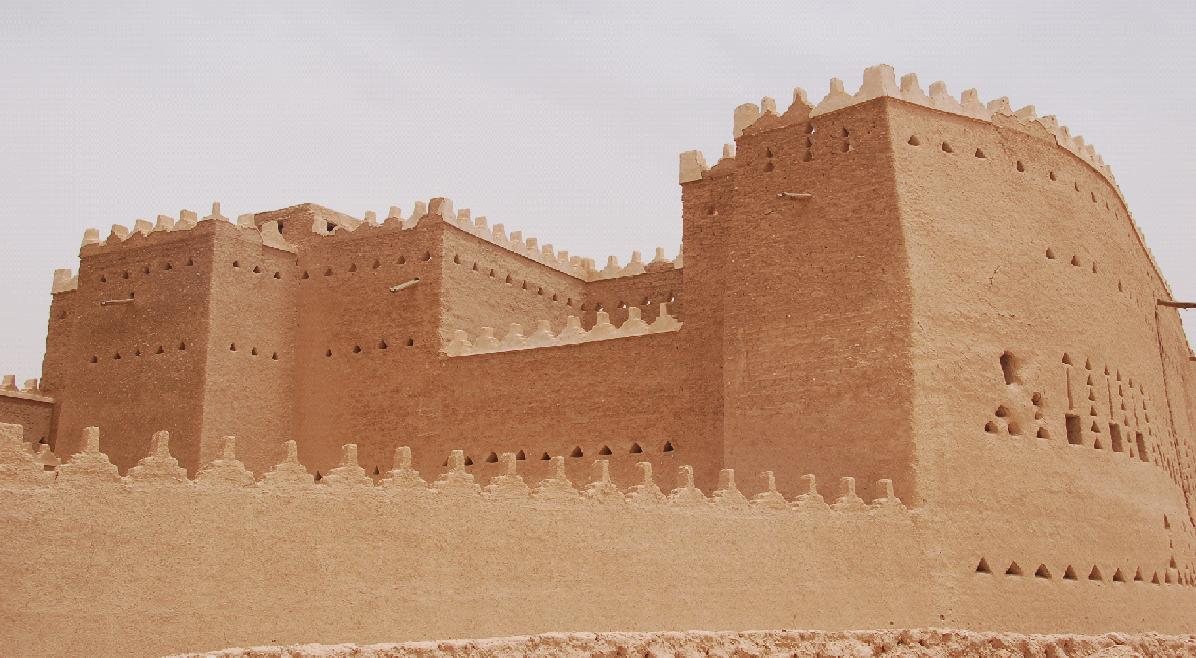
حي الطريف في الدرعية

  - 2015 الفنون الصخرية في منطقة حائل

## سوريا
- - 1979 المدينة القديمة في دمشق
  - 1980 معالم تدمر
  - 1980 مدينة بصرى القديمة
  - 1986 المدينة القديمة في حلب
  - 1988 مدينة إيبلا

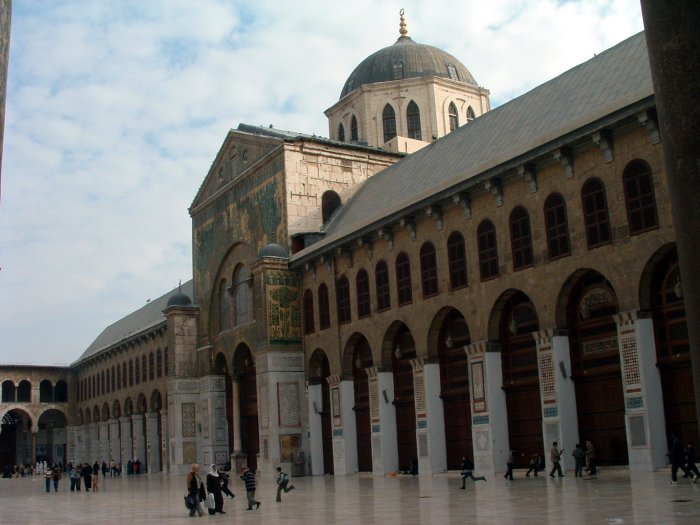
الجامع الأموي في دمشق

  - 2006 قلعة الحصن وقلعة صلاح الدين الأيوبي
  - 2011 المدن المنسية

## العراق

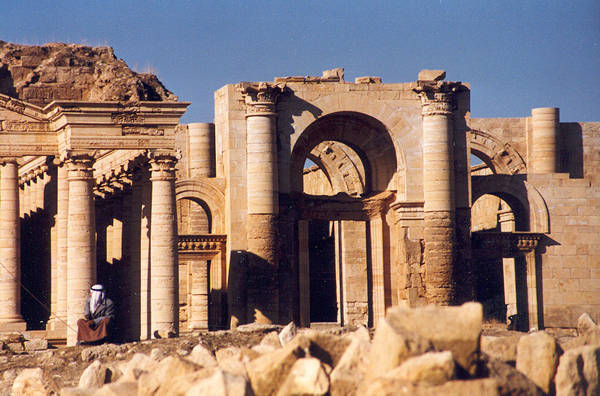
مدينة الحضر الأثرية في العراق

- - مدينة نينوى
  - مدينة كالح (النمرود)
  - قلعة أربيل.
  - مدينة بابل الأثرية.
  - 1985 مدينة مملكة الحضر
  - 2003 مدينة أشور (قلعة الشرقاط).

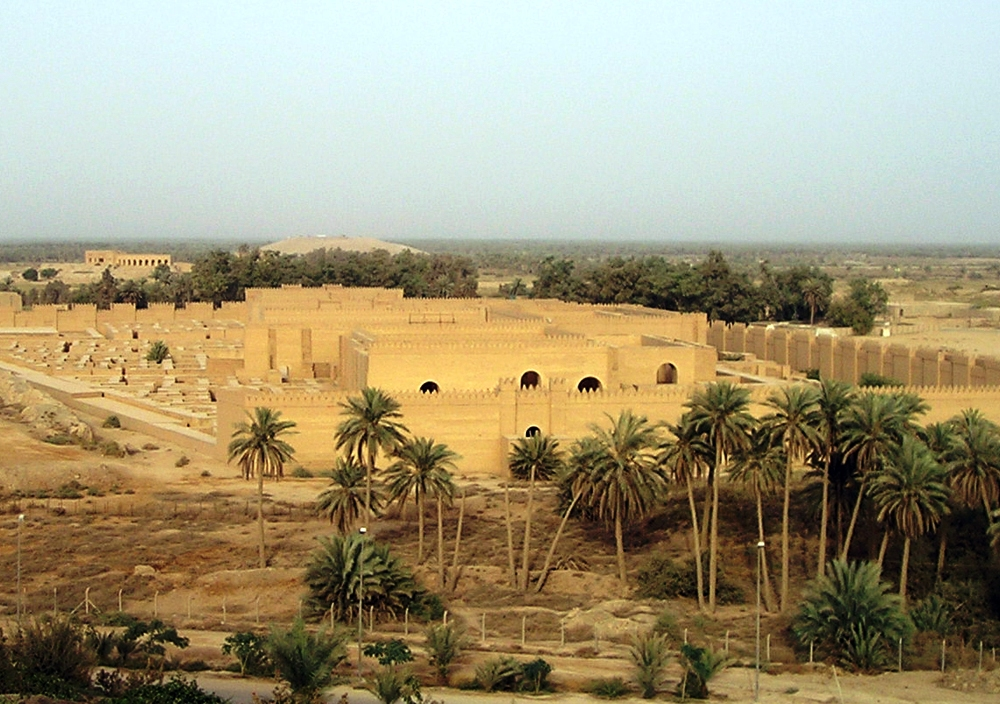
مدينة بابل الأثرية

  - 2007 آثار مدينة سامراء (الملوية).
  - مقبرة وادي السلام
  - أهوار العراق
  - حصن الأخيضر
  - مدينة العمادية[1]

## عمان
- - 1987 قلعة بهلاء
  - 1988 المواقع الأثرية في بات والخطم والعين
  - 1994-2007 محمية المها العربي
  - 2000 طريق اللبان
  - 2006 نظام الري بالافلاج

## كمبوديا

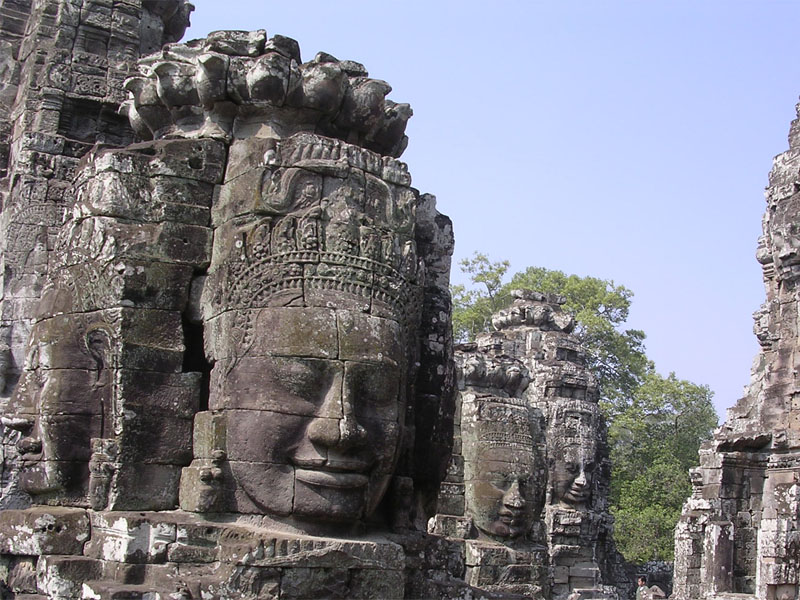
بايون أنغكور.

- 1992 أنغكور

## الصين
- 1987 سور الصين العظيم
- 1987 جبل تايشان (شاندونغ)

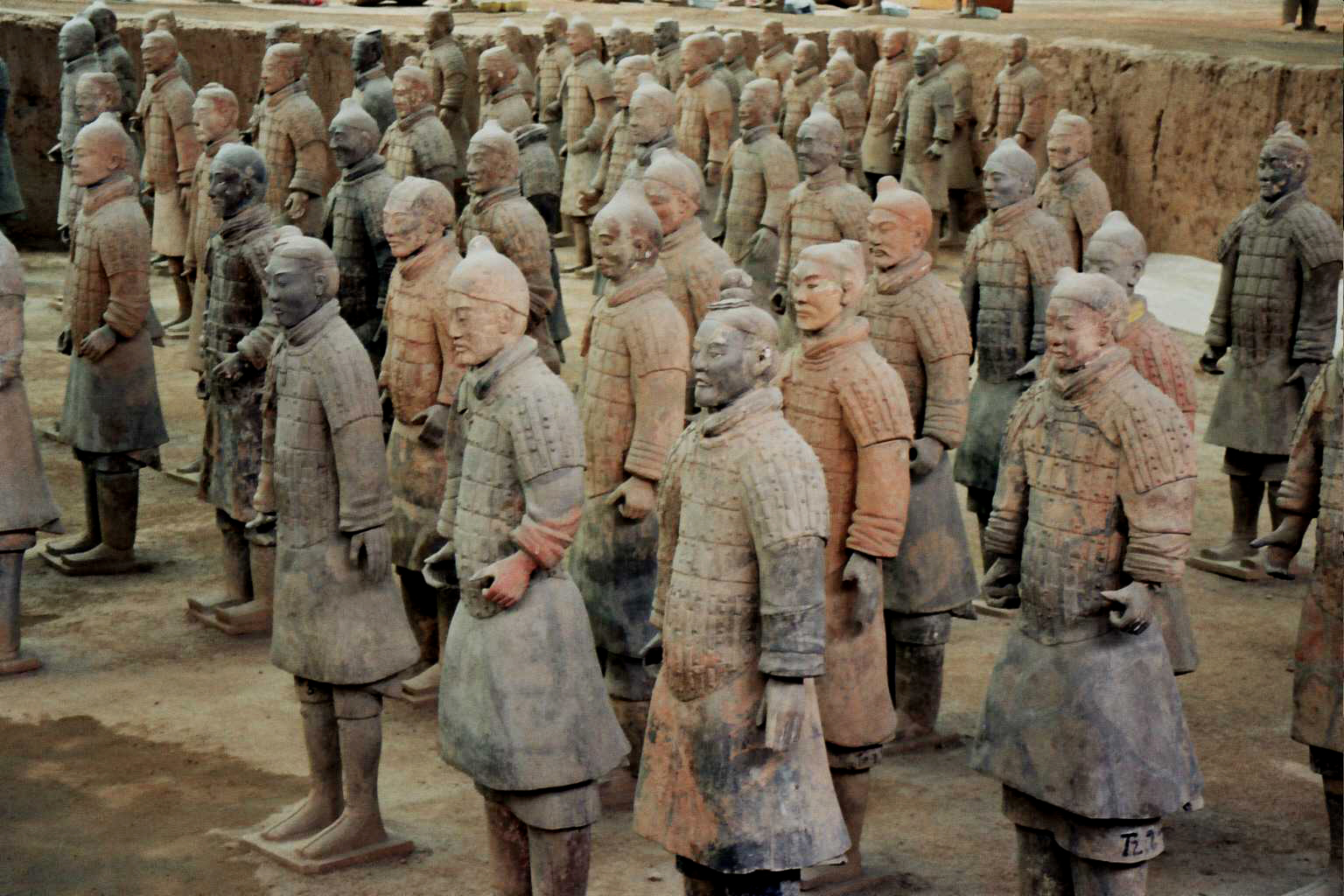
تماثيل الجنود والخيول الصلصالية.

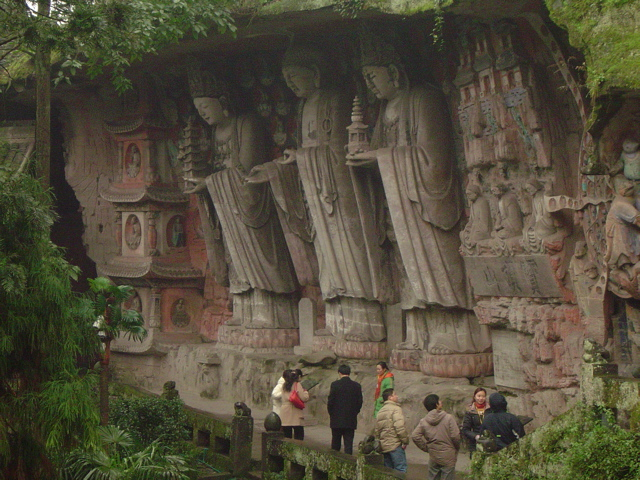
نقوش داتسو الصخرية

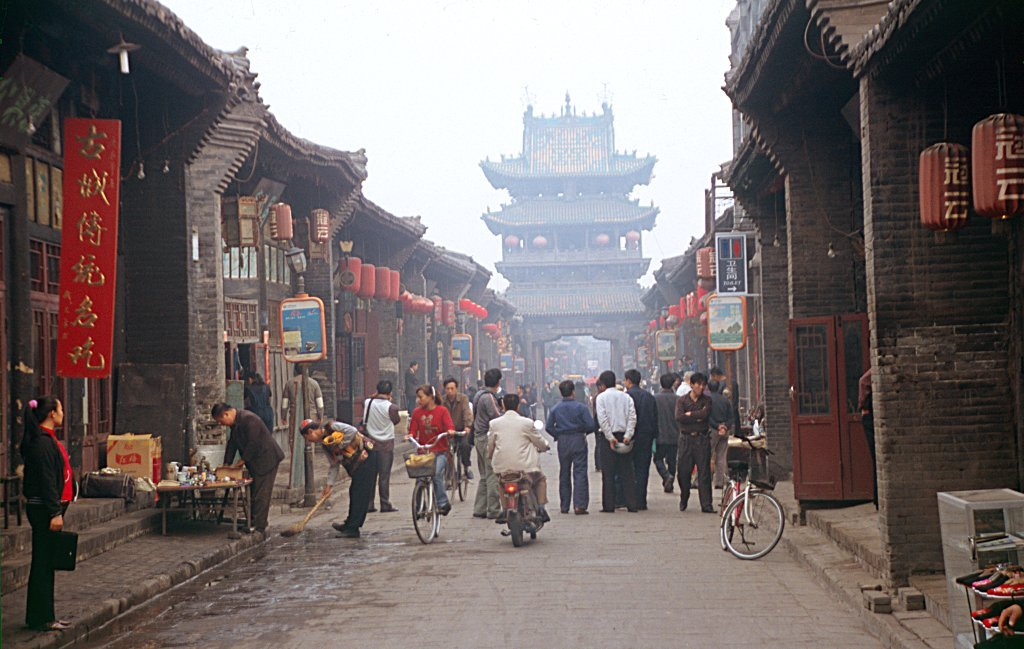
المدينة القديمة في بينغياو

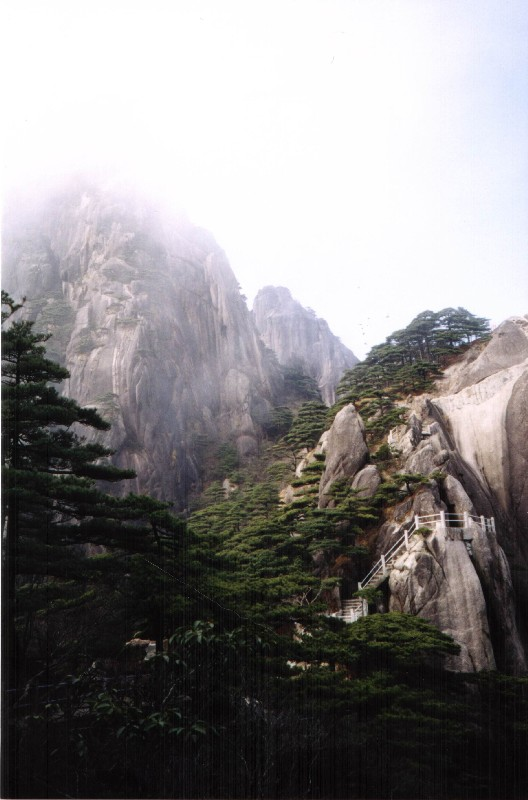
جبل هوانغشان

- 1987، 2004 القصر الإمبراطوري (المدينة المحرمة)
- 1987 كهوف موقاو (دونهوانغ)
- 1987 مقبرة الإمبراطور تشين شي هوانغ وتماثيل الجنود والخيول الصلصالية
- 1987 آثار تشوكوديان (إنسان بكين)
- 1990 جبل هوانغشان (آنهوي)
- 1992 منطقة جيوتشاي قو البانورامية والتاريخية (مقاطعة سيتشوان)
- 1992 منطقة معبد هوانغ لونغ البانورامية والتاريخية (مقاطعة سيتشوان)
- 1992 منطقة وولينغ يوان البانورامية والتاريخية (مقاطعة هونان)
- 1994 المصيف الجبلي الإمبراطوري والمعابد الثمانية بمدينة تشنغده (خبي)
- 1994 معبد كنفوشيوس ومسكنه بمدينة تشيويفو (شاندونغ)
- 1994 مجموعة المباني القديمة بجبال وودانغ (مقاطعة هوبي)
- 1994، 2000، 2001 قصر بوتالا، لاسا (منطقة التبت الذاتية الحكم)
- 1996 الحضيرة الوطنية في لوشان (جيانغشي)
- 1996 منطقة جبل أومي البانورامية وتمثال بوذا الضخم في جبل ليشان (مقاطعة سيشوان)
- 1997 المدينة القديمة في بينغياو (مقاطعة شانشي)
- 1997، 2000 الحديقة الكلاسيكية في سوتشو (جيانغسو)
- 1997 المدينة القديمة في ليجيانغ (مقاطعة يوننان)
- 1998 القصر الصيفي والحديقة الإمبراطورية (بلدية بكين)
- 1998 المعبد السماوييشان
- 1999 جبل وويي (مقاطعة فوجيان)
- 1999 نقوش داتسو الصخرية (بلدية تشونغتشينغ)
- 2000 جبل تشينغ تشنغ وسد دوجيانغيان (مقاطعة سيتشوان)
- 2000 القرى القديمة في جنوب آنهوي، شيدي وهونغتسون (آنهوي)
- 2000 كهوف يونقانغ في داتونغ (مقاطعة شانشي)
- 2000، 2003، 2004 مقابر أباطرة أسرتي مينغ وتشينغ (مقاطعتي هوبي وخبي)
- 2001 كهوف لونغمن الصخرية (خنان)
- 2003 مناطق الأنهر الثلاث المتوازية المحمية في يوننان
- 2004 الأضرحة والحواضر في مملكة كوفوريو القديمة
- 2007 قرى ديالو، الصين.

## الهند
- 1983 مغارات أجانتا
- 1983 مغارات إلورا
- 1983 غابة آكرا
- 1983 تاج محل
- 1984 معبد الشمس في كوناراك
- 1985 مجموعة معالم ماهاباليبورام
- 1985 حضيرة كازيرانغا الوطنية
- 1985 حضيرة كييولادييو الوطنية
- 1986 الكنسية والدير في غووا
- 1986 خاجوراهو
- 1986 مجموعة المعالم في هامبيي
- 1986 فتح بور سيكري
- 1987 مغارات إليفانتا
- 1987 غانغايكوندا شولابورام

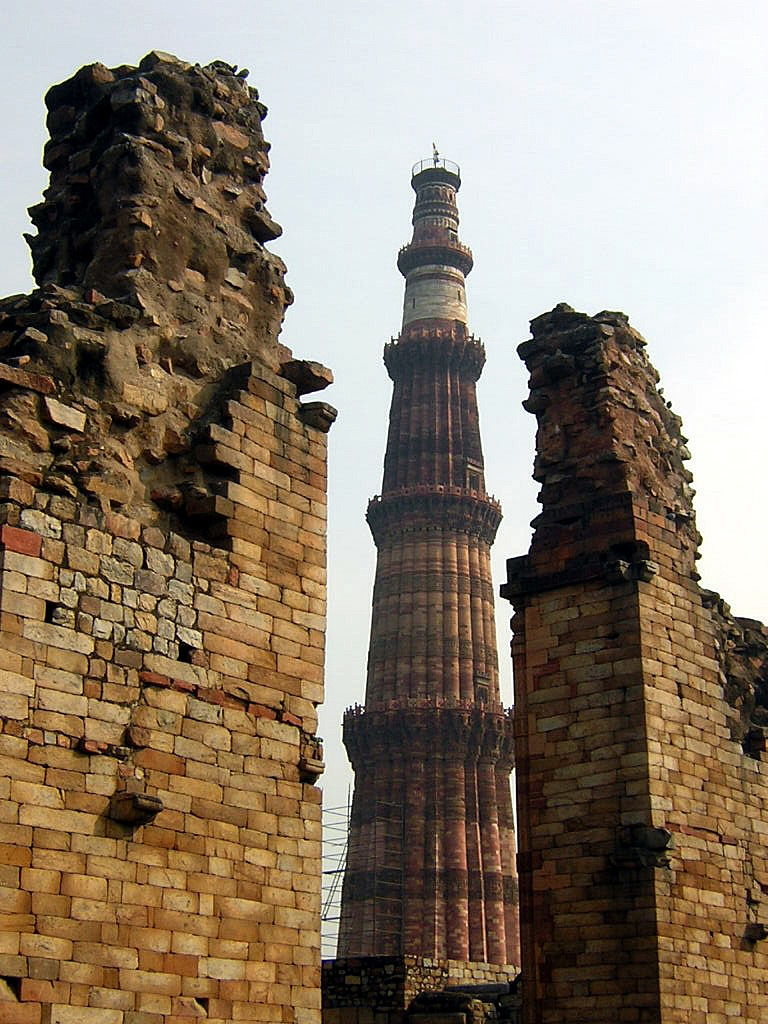
قطب منار في دلهي.

- 1987 2004 معبد بريهاديسفارا في تانجاوور
- 1987 حضيرة سوندبانس الوطنية
- 1988 حضيرة ناندا ديوي الوطنية
- 1989 معالم سانتشي البوذية
- 1993 ضريح همايون، دلهي
- 1993 قطب منار ومعالمه في دلهي
- 1999 خط سكك دارجيلينغ الحديدي في الهمالايا
- 2007 القلعة الحمراء، دلهي.

## فلسطين
- 2001 البلدة القديمة في عكا
- 2001 مسعدة
- 2003 La ville blanche de Tel-Alrabee`- le mouvement moderne

## اليابان
- 1993 هيميجي-جو
- 1993 معالم منطقة هوريو-جي البوذية
- 1993 ياكوشيما
- 1993 شيراكامي-سانتشي

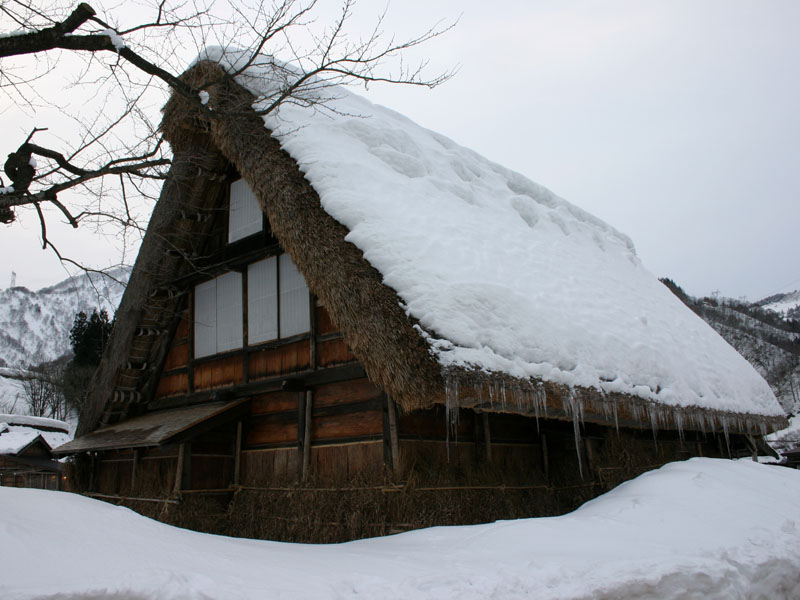
غوكاياما.

طريق الحجاج في جبال كيئي.

- 1994 معالم مدينة كيوتو القديمة التاريخية (مدن كيوتو، أودي وأوتسو)
- 1995 القرى التاريخية في شراكاوا وغوكاياما
- 1996 منصب السلام التذكاري في هيروشيما (قبة غنباكو)
- 1996 مزار إيتسوكوشيما
- 1998 المعالم الأثرية في نارا
- 1999 المزارات والمعابد في نيكو
- 2000 منطقة غوسوكو وممتلكات مملكة الريوكيو
- 2004 المعالم المقدسة وطريق الحجاج في جبال كيئي
- 2007 منجم ايوامي جينزان، اليابان.

## القدس
- 1981 مدينة القدس وأسوارها القديمة

## لبنان

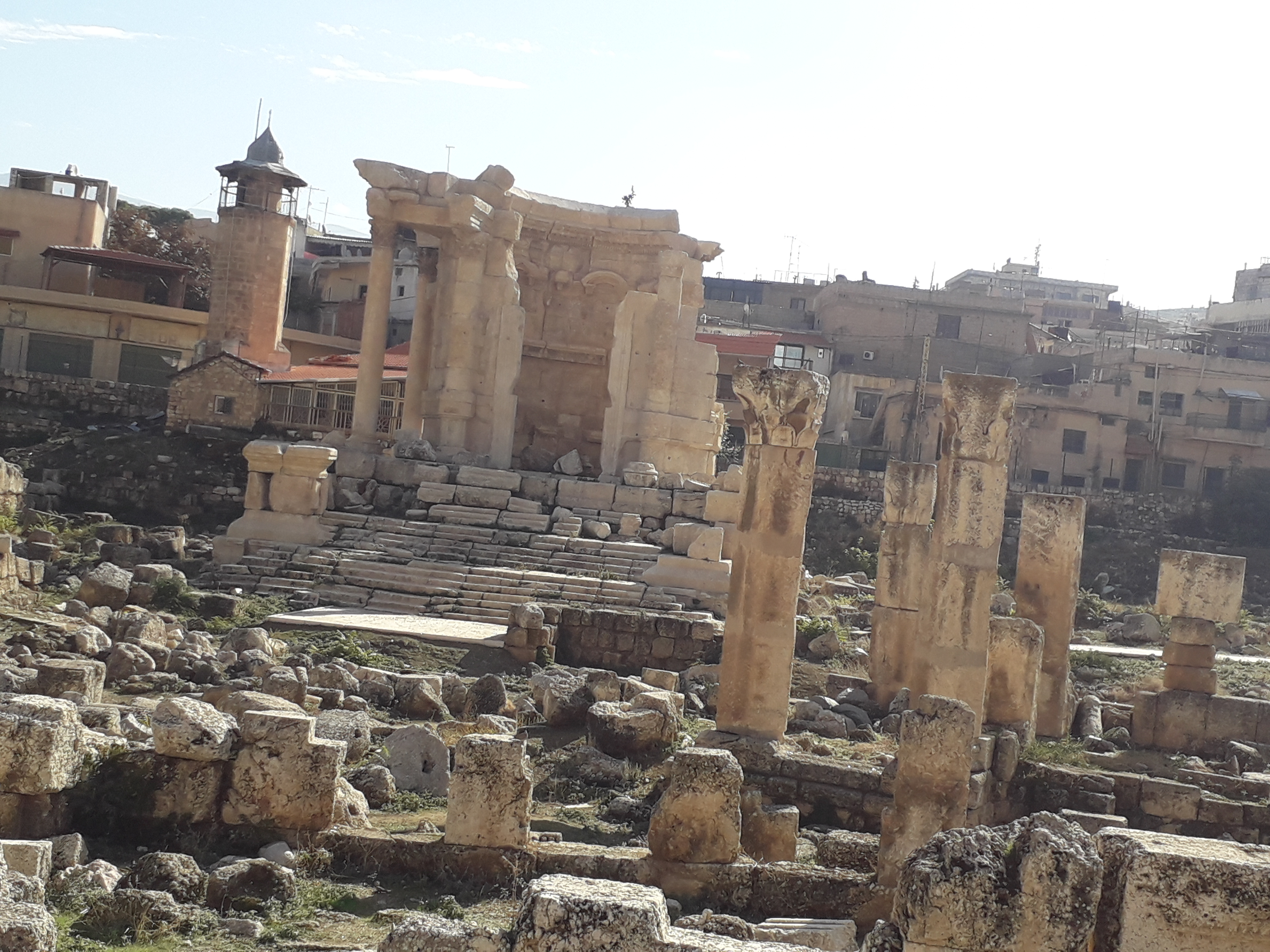
قلعة بعلبك في لبنان

- 1984 عنجر
- 1984 بعلبك
- 1984 جبيل
- 1984 مدينة صور القديمة
- 1998 وادي قاديشا وأرز الرّب

## اليمن

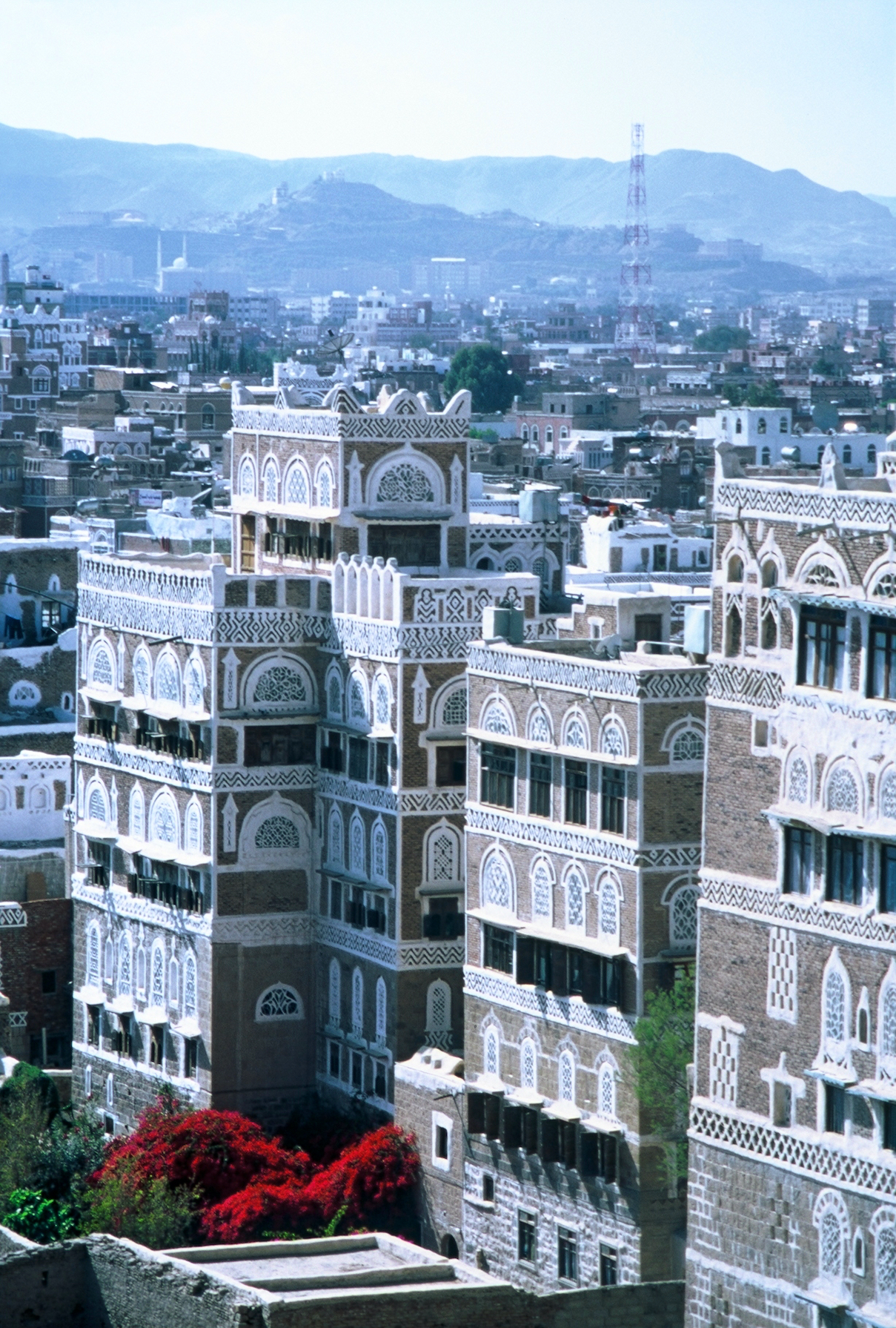
مدينة صنعاء القديمة

- 1982 مدينة شبام القديمة.
- 1986 مدينة صنعاء القديمة.
- 1993 مدينة زبيد القديمة.
- 2008 أرخبيل سقطرى.

## إندونيسيا
- 1991 منتزه كومودو الوطني
- 1991 منتزه أوجونغ كولون الوطني
- 1991 مجمع برامبانان
- 1991 مجمع بوروبودور

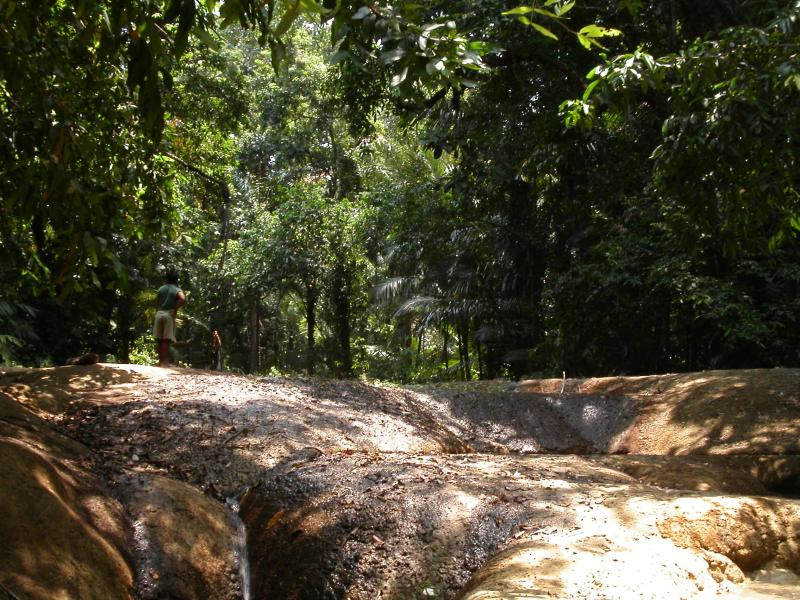
منتزه أوجونغ كولون الوطني

- 1996 موقع وجود الإنسان الأوّل في سانجيران
- 1999 الروضة الوطنية في لورنتز
- 2004 تراث الغابات الاستوائية المتغذية من المطر في سمطرة

## وصلات خارجية
- القائمة الشاملة لمواقع التراث العالمي لليونسكو عن كل العالم
- القائمة الشاملة لمواقع التراث العالمي لليونسكو مع معلومات وفيديو عن كل موقع نسخة محفوظة 30 أبريل 2009 على موقع واي باك مشين.